# Conseil européen des 17 et 18 octobre 2018
Le Conseil européen des 17 et 18 octobre 2018 comporte deux parties. Le 17 octobre, lors du dîner de travail du Conseil européen, les dirigeants de l'UE à 27 (Article 50) font le point sur l'état des négociations avec le Royaume-Uni relatives au Brexit. Le 18 octobre, le Conseil européen à 28 porte principalement sur les migrations et la sécurité intérieure. Il est suivi par le sommet de la zone euro.

## Brexit
Les dirigeants de l’Europe à Vingt-Sept constatent l’échec des discussions, le week-end précédent, entre les Britanniques et l’équipe de Michel Barnier, le négociateur en chef pour l’UE. La première ministre du Royaume-Uni, Theresa May, invitée à présenter son point de vue, souligne que la question de la frontière nord-irlandaise reste « le problème le plus difficile à résoudre ». Les chefs d'État et de gouvernement demandent la poursuite des négociations afin de trouver un accord avant le 29 mars 2019, date de sortie du Royaume-Uni de l'Union européenne. Les Vingt-Sept évoquent pour la première fois une éventuelle prolongation de la période transition dont il est prévu au stade actuel des négociations qu'elle dure vingt-et-un mois jusqu'au 31 décembre 2020. La question irlandaise est complexe car l'Irlande, soutenue par les autres États de l'Union, refuse que soit réinstallée une frontière physique entre elle et l'Irlande du Nord, une des quatre nations constitutives du Royaume-Uni, qui a été supprimée en 1998 par l'accord du Vendredi saint qui mit fin à trente années d'un conflit sanglant entre factions opposées,,.

## Conclusions du Conseil européen
Les conclusions du Conseil européen sont relatives aux migrations, à la sécurité intérieure et aux relations extérieures de l'UE.

## Sources

## Compléments